# Alvamar Taddei
Alvamar Taddei (Jacarezinho, maio de 1960) é uma atriz brasileira.
Sua carreira foi marcada pelas pornochanchadas e filmes eróticos das décadas de 1970 e 1980.
Nos primeiros filmes (Sexo Selvagem, de Ary Fernandes, e Mulheres do Cais e Nos Tempos da Vaselina, de José Miziara), era creditada como Alva Mar.

## Filmografia
| Ano  | Título                               | Personagem     |
| ---- | ------------------------------------ | -------------- |
| 1986 | Filme Demência                       | Prostituta     |
| 1986 | As Sete Vampiras                     | Vampirete Jane |
| 1984 | Jeitosa, um Assunto Muito Particular | Moreninha      |
| 1984 | Tentação na Cama                     | Vilma          |
| 1984 | Volúpia de Mulher                    | Carla          |
| 1984 | Mulheres Eróticas                    | Vanda          |
| 1983 | Flor do Desejo                       | Ligia          |
| 1982 | Amor, Palavra Prostituta             | Lilita         |
| 1982 | Amor de Perversão                    | .... Lívia     |
| 1981 | As Ninfas Insaciáveis                |                |
| 1981 | Aqui, Tarados!                       | Florinda       |
| 1981 | Em Busca do Orgasmo                  | Denise         |
| 1981 | Eros, o Deus do Amor                 | Lígia          |
| 1981 | A Insaciável - Tormentos da Carne    | Dóris          |
| 1980 | Bacanal                              |                |
| 1980 | Bordel - Noites Proibidas            | Dana           |
| 1980 | Convite ao Prazer                    | [ 3 ]          |
| 1980 | O Fotógrafo                          |                |
| 1980 | O Inseto do Amor                     | Miss           |
| 1980 | Sócias do Prazer                     |                |
| 1979 | Joelma 23º Andar                     |                |
| 1979 | Mulheres do Cais                     | Strip          |
| 1979 | Nos Tempos da Vaselina               | Pat            |
| 1979 | Sexo Selvagem                        | Denise         |